# Wincenty z Kielczy

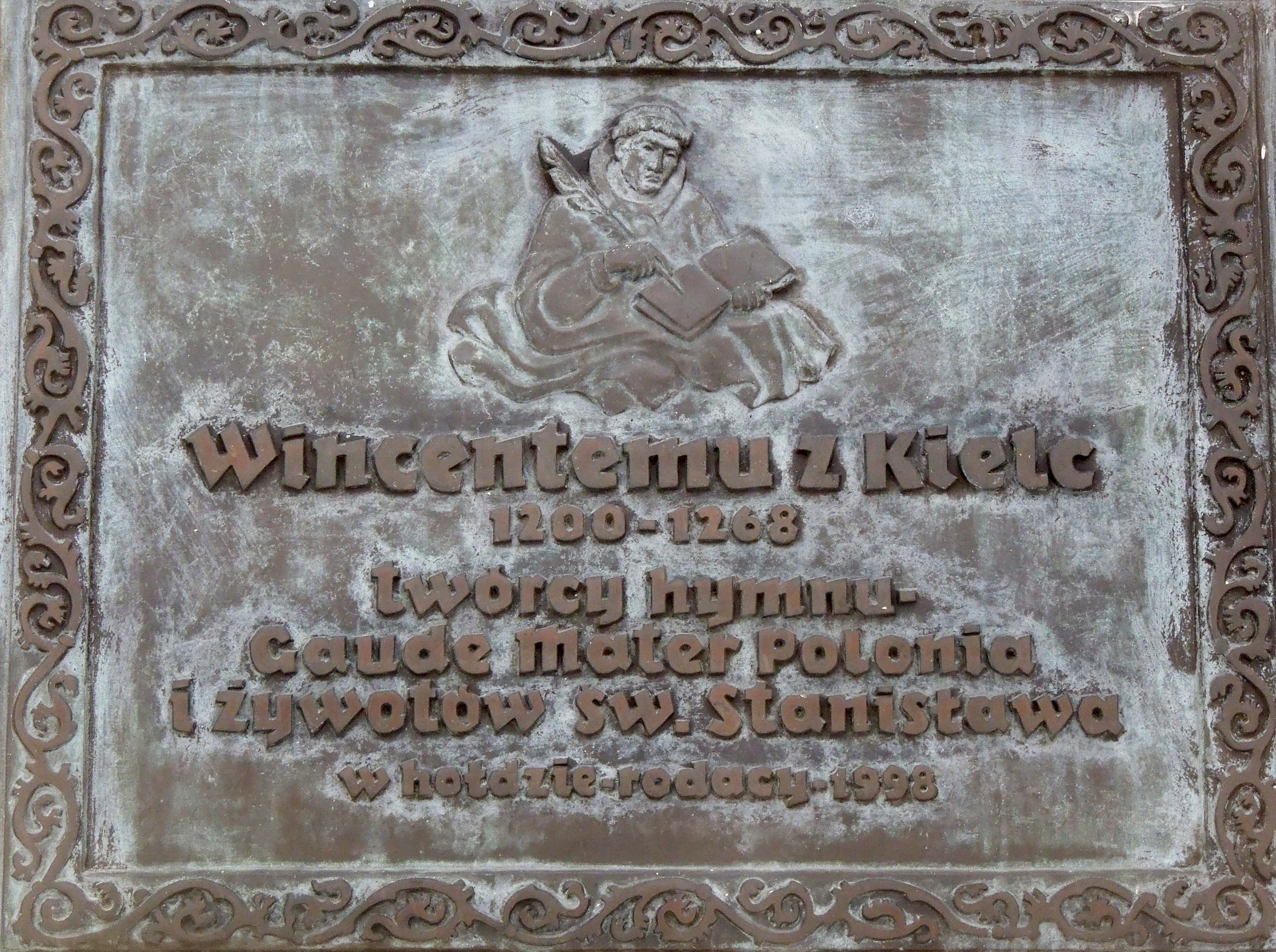
Wincenty z Kielczy

Wincenty z Kielczy (n. alrededor de 1200 y m. después de 1262) fue un escritor, poeta y compositor de música de Polonia. Es el primer compositor de música polaco del que se tiene noticia. Toda su obra está escrita en latín. Perteneció a la Orden dominica y fue canónigo de Cracovia. Es famoso por haber compuesto el popular himno Gaude Mater Polonia, un canto de corte gregoriano con importante contenido patriótico.

## Biografía
Nació en Silesia, pero existe controversia sobre su ciudad natal. Algunos historiadores, basándose en la historiografía antigua, sostienen que su lugar de origen es Kielce, y otros en la moderna (por ejemplo, el profesor Gerard Labuda) se inclinan a pensar que fue en la ciudad de Kielcza, cercana a Orosco, en la provincia Odrowaz. Los historiadores modernos tienden a asumir como cierta la segunda opción.
Alrededor de 1222 se convirtió en capellán del obispo de Cracovia Iwo Odrowaz y en 1257 canónigo de Cracovia.
Escribió dos biografías de Stanislaw Szczepanowski tituladas Vita minor y Vita maior, contribuyendo activamente en su canonización, que finalmente se produjo en 1253. Vida menor estaba dirigida principalmente para promover esta canonización, pero Vida mayor fue escrita varios años después, poniendo en relieve la importancia de San Estanislao en la historia de Polonia en aspectos tanto políticos como ideológicos.